# Engnellikerod
Engnellikerod (Geum rivale), ofte skrevet eng-nellikerod, er en 20-40 cm høj, flerårig urt med kortstilkede blade. Den er almindelig på fugtig bund i Danmark. Roden dufter som kryddernelliker, hvad der har givet planten dens navn.

## Beskrivelse
De grundstillede blade er uligefinnede med uregelmæssigt formede småblade. Stængelbladene er trekoblede med runde småblade og linieformede akselblade. Oversiden er mørkegrøn med enkelte, stive hår, mens undersiden er lysegrøn og tæt håret. De klokkeformede, nikkende blomster sidder enkeltvis på enden af høje stilke. Bægerbladene er brunrøde, mens de korte kronblade er lyserøde. Frugterne er nødder med lange frøhaler. De spirer villigt i Danmark.
De korte jordstængler forvedder helt. De bærer blade, blomsterstilke og trævlede rødder. Roden dufter som kryddernelliker, hvad der har givet planten dens navn.
Højde x bredde og årlig tilvækst: 0,15 x 0,5 m (15 x 5 cm/år), men blomsterne når op i 30 eller 50 cm højde.

## Voksested
Planten vokser på våde enge og i skove i Central- og Vesteuropa, herunder i det meste af Danmark, hvor den er almindelig næsten overalt, hvor jorden er næringsfattig og fugtig. F.eks kan den findes i våde enge og ellesumpe, ved kildevæld, grøftekanter og vandløbsbredder og i blandede løvskove.
I engene langs Holsted Å findes arten i græssede partier sammen med bl.a. bukkeblad, engkabbeleje, engkarse, krybende læbeløs, kærstar, majgøgeurt, nikkende star, smalbladet kæruld, topstar, trævlekrone og tykskulpet brøndkarse

## Galleri
|  |  |  |  |